# Charles Falconer, Baron Falconer of Thoroton

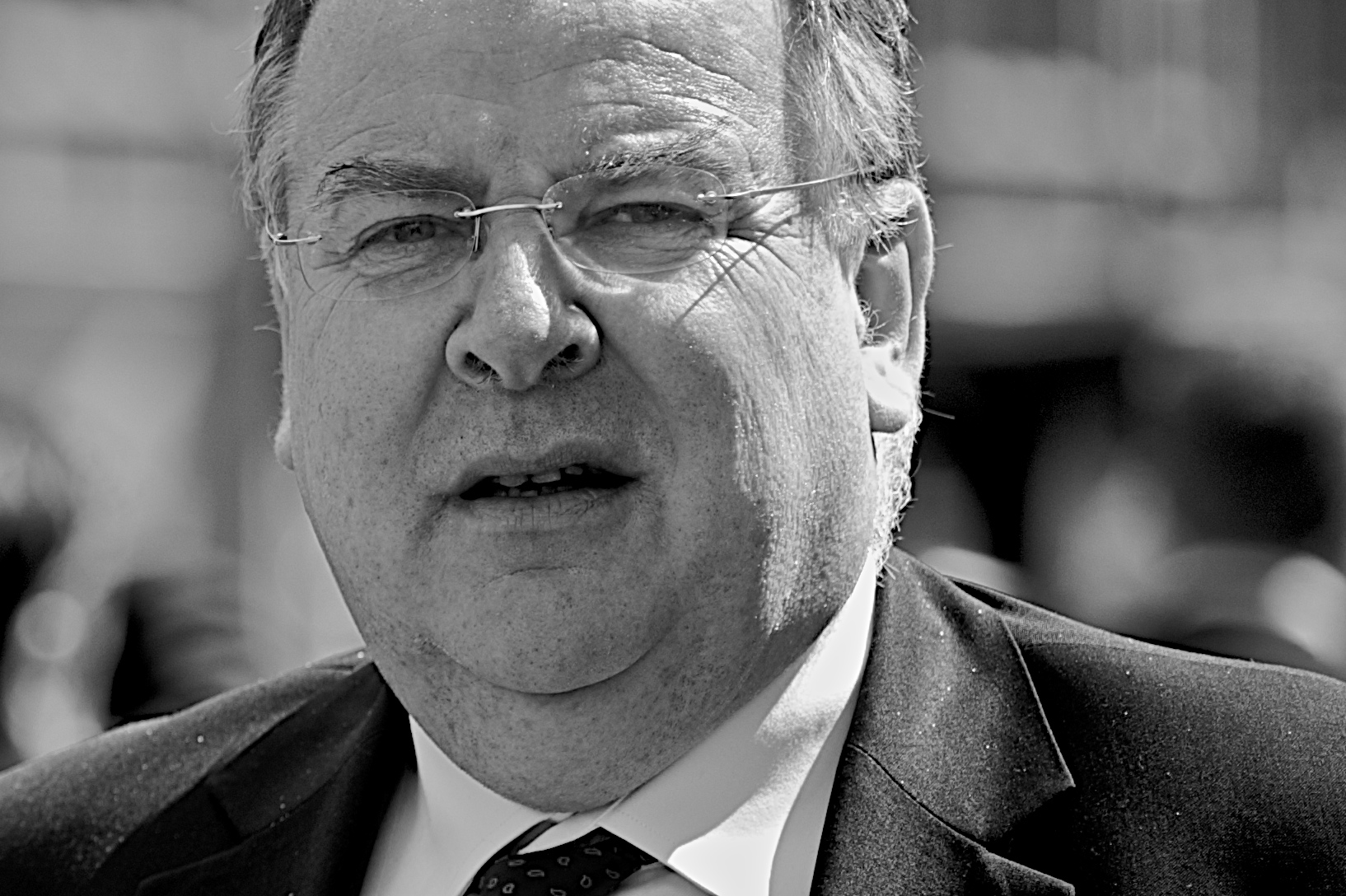
Charles Falconer, Baron Falconer of Thoroton (Mai 2009)

Charles Leslie Falconer, Baron Falconer of Thoroton QC (* 19. November 1951 in Edinburgh) ist ein britischer Jurist und Politiker der Labour Party, der unter anderem von 2003 bis 2007 Lordkanzler war.

## Leben
Nach dem Schulbesuch studierte Falconer zunächst am Trinity College in Glenalmond und im Anschluss Rechtswissenschaften am Queens’ College der University of Cambridge. Nach Abschluss des Studiums wurde er 1974 als Rechtsanwalt bei der Anwaltskammer des Inner Temple zugelassen. 1991 wurde er zum Kronanwalt berufen und 1997 zum Vorsteher der Anwaltskammer des Inner Temple gewählt.
Nachdem er 1997 als Life Peer mit dem Titel Baron Falconer of Thoroton, of Thoroton in the County of Nottinghamshire, in den Adelsstand erhoben wurde, wurde er Mitglied des House of Lords.
Als nach den Unterhauswahlen im Mai 1997 sein Kommilitone Tony Blair Premierminister wurde, berief dieser ihn zum Solicitor General. Nach einer Regierungsumbildung wurde er im Juli 1998 Staatsminister für das Kabinettsamt und die Koordinierung der Kabinettspolitik und war als solcher unter anderem für das Projekt Millennium Dome verantwortlich. 2001 wurde er Staatsminister im Ministerium für Verkehr, Lokalverwaltung und die Regionen und war dort bis 2002 zuständiger Minister für Wohnungsbau, Planung und Regenierung, ehe er zwischen 2002 und 2003 Staatsminister im Innenministerium wurde und dort die Verantwortung für Strafrecht, Verurteilungen und Rechtsreform trug.
2003 berief ihn Premierminister Blair als Nachfolger von Derry Irvine, Baron Irvine of Lairg zum Lordkanzler und Justizminister in dessen zweites Kabinett. Die Vereidigung fand am 18. Juni 2003 statt. In dieser Funktion, die er bis zu seiner Ablösung durch Jack Straw 2007 ausübte, war er zugleich Sprecher der Regierung für Verfassungsangelegenheiten und Justiz.
Im House of Lords ist Baron Falconer, der auch Vizepräsident der britischen Sektion der Parlamentarischen Gesellschaft des Commonwealth ist, seit 2010 sowohl Sprecher der Oppositionsfraktion für Justiz und Verfassungsangelegenheiten sowie Vorsitzender der Kommission für Sterbehilfe.
Von September 2015 bis Juni 2016 war Lord Falconer Schatten-Lordkanzler und Schatten-Justizminister im Schattenkabinett von Jeremy Corbyn. Am 26. Juni 2016 trat Lord Falconer zurück.